# Barbara Demicková
Barbara Demicková, nepřechýleně Demick (* 1959) je americká novinářka, která má více než pětadvacetileté zkušenosti jako zahraniční zpravodajka a strávila svou kariéru psaním o lidech žijících v místech rozvrácených násilnými změnami. Pracovala jako šéfka pekingské kanceláře listu Los Angeles Times. Je autorkou knihy Logavina Street: Life and Death in a Sarajevo Neighborhood (Ulice Logavina: život a smrt v sarajevském sousedství) (Andrews & McMeel, 1996). Její druhou knihu Není co závidět: Obyčejné životy v Severní Koreji (v originále Nothing to Envy: Ordinary Lives in North Korea) vydalo nakladatelství Spiegel & Grau/Random House v prosinci 2009 a Granta Books v roce 2012, česky vyšla v roce 2014 v nakladatelství Kniha Zlín. Její třetí kniha Eat the Buddha: Life and Death in a Tibetan Town (Jíst Budhu: život a smrt v tibetském městě), zaměřená na život Tibeťanů v Ngabě v čínském Sečuanu, vyšla v červenci 2020 v nakladatelství Random House.

## Životopis
Demick pochází z Ridgewoodu ve státě New Jersey. Vystudovala Yaleovu univerzitu, kde získala bakalářský titul v oboru hospodářských dějin a studovala také ekonomickou a obchodní žurnalistiku na Kolumbijské univerzitě. Studovala také korejský jazyk na Yonsei University Language Institute v Los Angeles.
V letech 1981-1983 pracovala pro radnici v Union City ve státě New Jersey jako reportérka pro list The Hudson Dispatch. V letech 1984-1985 pracovala jako obchodní reportérka v deníku Dallas Times Herald a jako investigativní reportérka v Jersey Journal. V letech 1993-1997 působila jako korespondentka listu The Philadelphia Inquirer ve východní Evropě. Spolu s fotografem Johnem Costellem připravila cyklus článků, které vycházely v letech 1994–1996 a sledovaly život na jedné sarajevské ulici v průběhu války v Bosně. Cyklus získal cenu George Polka za mezinárodní zpravodajství, novinářskou cenu Roberta F. Kennedyho za mezinárodní zpravodajství a byl finalistou Pulitzerovy ceny v kategorii publicistických pořadů. V letech 1997–2001 pracovala Demick jako vedoucí blízkovýchodní kanceláře The Philadelphia Inquirer v Jeruzalémě a Káhiře.
V roce 2001 nastoupila do Los Angeles Times a stala se první vedoucí kanceláře těchto novin v Koreji. Intenzivně informovala o lidských právech v Severní Koreji a dělala rozhovory s velkým počtem uprchlíků v Číně a Jižní Koreji. Zaměřovala se na ekonomické a sociální změny uvnitř Severní Koreje a na situaci severokorejských žen prodávaných do manželství v Číně. Napsala rozsáhlou řadu článků o životě uvnitř severokorejského města Čchongdžin. V roce 2005 se stala jednou z držitelek ceny Arthura Rosse udělované Americkou diplomatickou akademií za vynikající zpravodajství a analýzy v oblasti zahraničních věcí. V roce 2006 získala za své reportáže o Severní Koreji cenu Joe and Laurie Dine Award za reportáže o lidských právech udělovanou Overseas Press Club a cenu Osborn Elliott Prize za vynikající asijskou žurnalistiku udělovanou Asia Society, ve stejném roce ji také Los Angeles Press Club vyhlásil novinářkou roku.
V letech 2006-2007 působila Demick jako hostující profesorka na Princetonské univerzitě, a v roce 2007 se přestěhovala do Pekingu jako vedoucí pekingské kanceláře deníku Los Angeles Times a začala se věnovat Tibetu. Je také příležitostnou přispěvatelkou časopisu The New Yorker.
V roce 2010 získala cenu Samuela Johnsona za literaturu faktu za dílo Nothing to Envy: Ordinary Lives in North Korea a stala se finalistkou nejprestižnější americké literární ceny National Book Award a National Book Critics Circle Award.
Její první kniha Logavina Street vyšla znovu v aktualizovaném vydání v dubnu 2012 v nakladatelství Spiegel & Grau, divizi nakladatelství Random House, a ve Velké Británii ji vydalo nakladatelství Granta Books pod názvem Besieged: Life Under Fire on a Sarajevo Street (Život pod palbou na sarajevské ulici).
V roce 2020 vydala svou třetí knihu s názvem Eat the Buddha: Life and Death in a Tibetan Town, která se věnuje městu ve východním Tibetu po komunistickém převratu v roce 1951.

## Dílo
- Logavina Street: Life and Death in a Sarajevo Neighborhood (1996)
- Nothing to Envy: Ordinary Lives in North Korea (2009)
- Besieged: Life Under Fire on a Sarajevo Street (britská verze 2012)
- Eat the Buddha: Life and Death in a Tibetan Town (2020)